# ورزش در سوئد

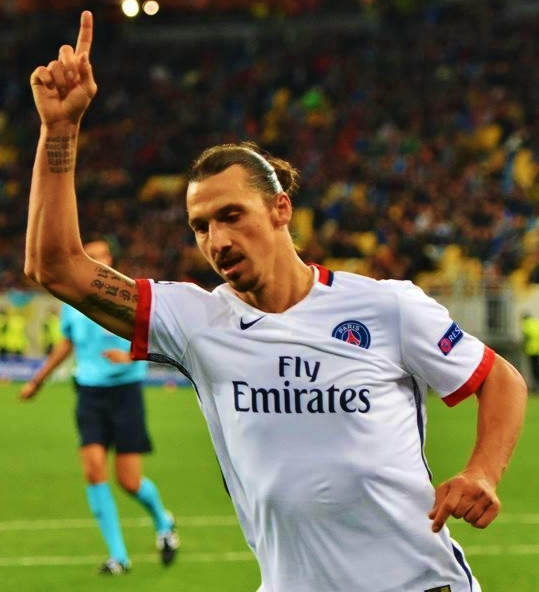
زلاتان ابراهیموویچ ورزشکار شناخته شده اهل سوئد

ورزش در سوئد به عنوان یک سرگرمی ملی در نظر گرفته می‌شود و حدود نیمی از جمعیت این کشور به‌طور فعال در فعالیت‌های ورزشی شرکت می‌کنند. مهم‌ترین سازمان‌های همه‌جانبه ورزش در سوئد کنفدراسیون ورزش سوئد و کمیته المپیک سوئد هستند. در مجموع بیش از ۲ میلیون نفر (حدود ۲۰٪ از کل جمعیت) عضو یک باشگاه ورزشی هستند.

## ورزش‌های پرطرفدار
فوتبال، فلوربال، سوارکاری، هندبال، گلف، ژیمناستیک و دو و میدانی از پرطرفدارترین ورزش‌ها در سوئد هستند و فوتبال، هاکی روی یخ، هندبال، باندی، گلف، ورزش‌های موتوری (به‌ویژه موتورسواری سرعت و فرمول یک) و دو و میدانی بیشترین تعداد تماشاگر تلویزیونی را به خود اختصاص می‌دهند. هاکی روی یخ و فوتبال ورزش‌های اصلی در این کشور به‌شمار می‌روند.
ورزش‌های زمستانی هم از نظر تعداد شرکت‌کنندگان و هم در بین تماشاگران محبوب هستند، در حالی که فلوربال در دهه ۱۹۹۰ در بین شرکت‌کنندگان محبوبیت زیادی پیدا کرد. باندی، بسکتبال، جهت‌یابی، تنیس و تنیس روی میز سایر ورزش‌های محبوب بین مردم سوئد هستند. به جز بسکتبال، ورزش‌های آمریکایی محبوبیت چندانی بین مردم کسب نکرده‌اند، اگرچه فوتبال آمریکایی و بیسبال تمرین می‌شود. ورزش کانادایی رینگت طرفدارانی را به خود جلب کرده و همچنان در حال رشد است، اما به اندازه کانادا و فنلاند محبوب نیست.

### فوتبال
برخی از بازیکنان فعلی فوتبال مانند امیل فورسبرگ، زلاتان ابراهیموویچ و ویکتور لیندلوف از شناخته شده‌ترین بازیکنان تاریخ فوتبال هستند. گره-نو-لی از ستارگان میلان ایتالیا به‌شمار می‌آید. از دیگر ستارگان سابق فوتبال می‌توان به هنریک لارشون، گلن استرومبری و فردریک لیونبرگ اشاره کرد.

### هاکی روی یخ
تیم ملی هاکی روی یخ مردان سوئد یازده بار قهرمان جام جهانی هاکی روی یخ و مدال طلای المپیک در سال‌های ۱۹۹۴ و ۲۰۰۶ شده است. تیم ملی هاکی زنان در بازی‌های المپیک زمستانی ۲۰۰۲ و مسابقات جهانی هاکی روی یخ زنان در سال ۲۰۰۵ مدال‌های برنز و در بازی‌های بازی‌های المپیک زمستانی ۲۰۰۶ مدال نقره کسب کرد. از بازیکنان مشهور هاکی لیگ ملی هاکی سوئد (NHL) می‌توان به پیتر فورشبری، ماتس سوندین، نیکلاس لیدستروم اشاره کرد. لیگ هاکی سوئد در سال ۱۹۷۵ تأسیس شد. باشگاه ورزشی دیورگاردن با ۱۶ عنوان قهرمانی موفق‌ترین تیم است.

### هندبال
سوئد چهار بار قهرمان جهان (۱۹۵۴، ۱۹۵۸، ۱۹۹۰، ۱۹۹۹) شده است و به همراه رومانی و فرانسه رکورددار تعداد عناوین است. آنها همچنین سه نقره (۱۹۶۴، ۱۹۹۷، ۲۰۰۱)، چهار برنز (۱۹۳۸، ۱۹۶۱، ۱۹۹۳، ۱۹۹۵)، پنج مدال قهرمانی اروپا (۱۹۹۴، ۱۹۹۸، ۲۰۰۰، ۲۰۰۲، ۲۰۲۹) و چهار مدال المپیک (۲۰۲۹) را کسب کرده‌اند. تیم ملی هندبال سوئد موفق‌ترین تیم تاریخ این ورزش محسوب می‌شود. ماگنوس ویسلاندر، پیتر گنتزل، کیم اندرسون، ماگنوس اندرسون، ماتیاس آندرسون، جوناس کالمن، کیم اکدال دو ریتز از هندبالیست‌های معروف سوئد هستند.

### بسکتبال
بسکتبال در سوئد از طریق رویدادهای مهم بین‌المللی مورد توجه قرار گرفته است. در سال ۱۹۹۹، مجیک جانسون، یکی از بهترین بازیکنان بسکتبال تاریخ جهان، باشگاه M7 Borås را خریداری کرد و چندین بازی را در آنجا انجام داد. بعدها چندین تیم بسکتبال سوئد در مسابقات بین‌المللی به رقابت پرداختند. ده سال پس از اولین بازی مجیک جانسون در سوئد، یوناس یربکو اولین فرد متولد و بزرگ شده سوئدی بود که در NBA بازی کرد. در سال ۲۰۱۲، جفری تیلور، دومین بازیکن سوئدی، به دنبال آن بود. آنها هر دو نماینده سوئد در یورو بسکت ۲۰۱۳ بودند و پیروزی شگفت‌انگیزی را در برابر قهرمان سابق روسیه کسب کردند.

## بازی‌های المپیک
سوئد برای اولین بار در بازی‌های المپیک در افتتاحیه بازی‌های ۱۸۹۶ شرکت کرد و از آن زمان تاکنون به استثنای بازی‌های المپیک تابستانی ۱۹۰۴ ورزشکارانی را برای شرکت در هر دوره فرستاده است. سوئد در تمام بازی‌های المپیک به جز دو بازی، بازی‌های ۱۸۹۶ و ۱۹۰۴ مدال کسب کرده است. سوئد کشوری است که طولانی‌ترین رشته مدال‌آوری در بازی‌های المپیک را در تاریخ دارد و از سال ۱۹۰۸ تاکنون در هر بازی المپیک مدال کسب کرده است.

## لیگ‌های ورزشی
- لیگ برتر فوتبال سوئد

## تیم‌های ورزشی ملی

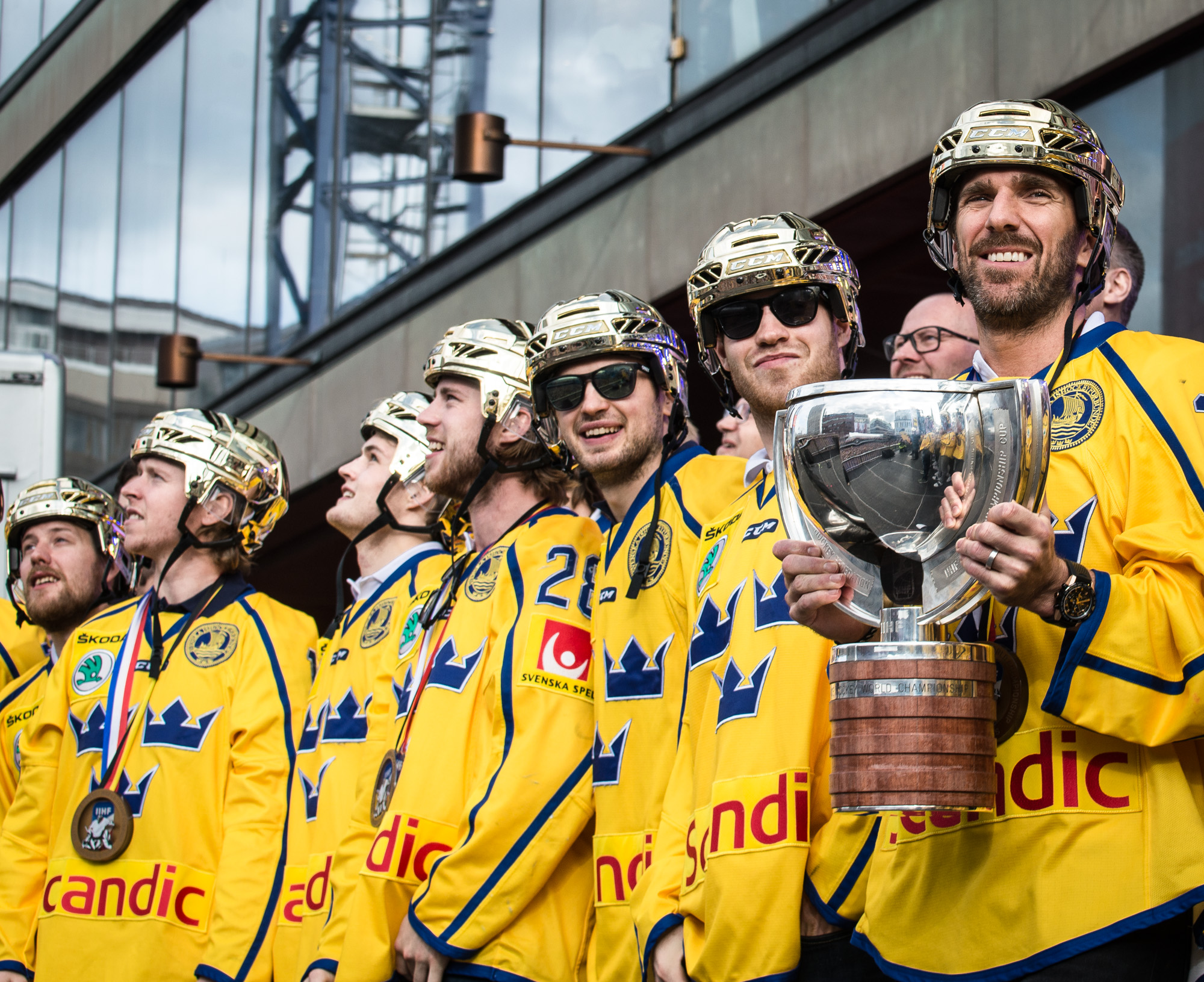
تیم مردان سوئد پس از کسب طلای قهرمانی جهانی IIHF 2017
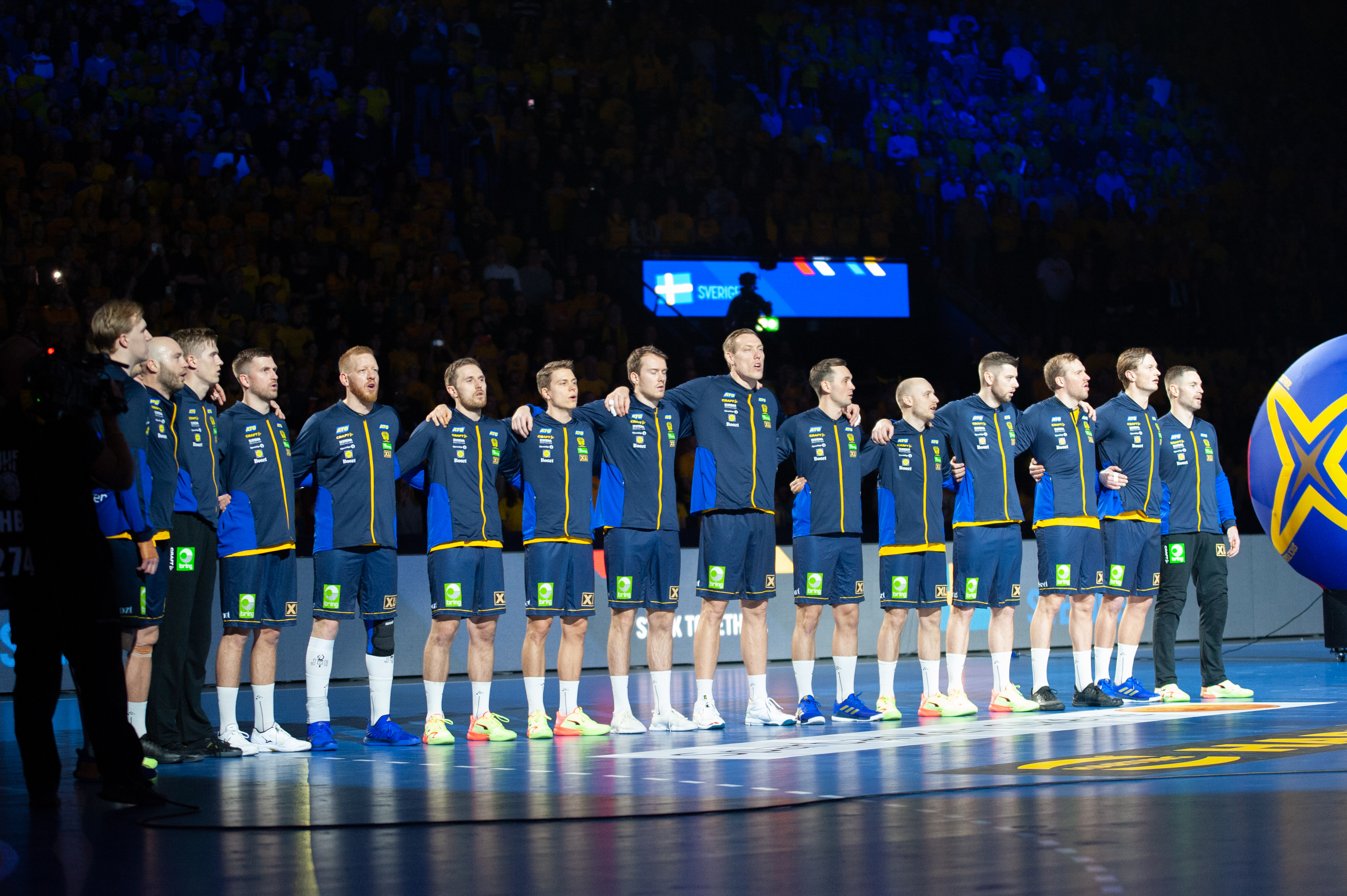
تیم ملی هندبال مردان سوئد در مسابقات قهرمانی هندبال مردان جهان ۲۰۲۳
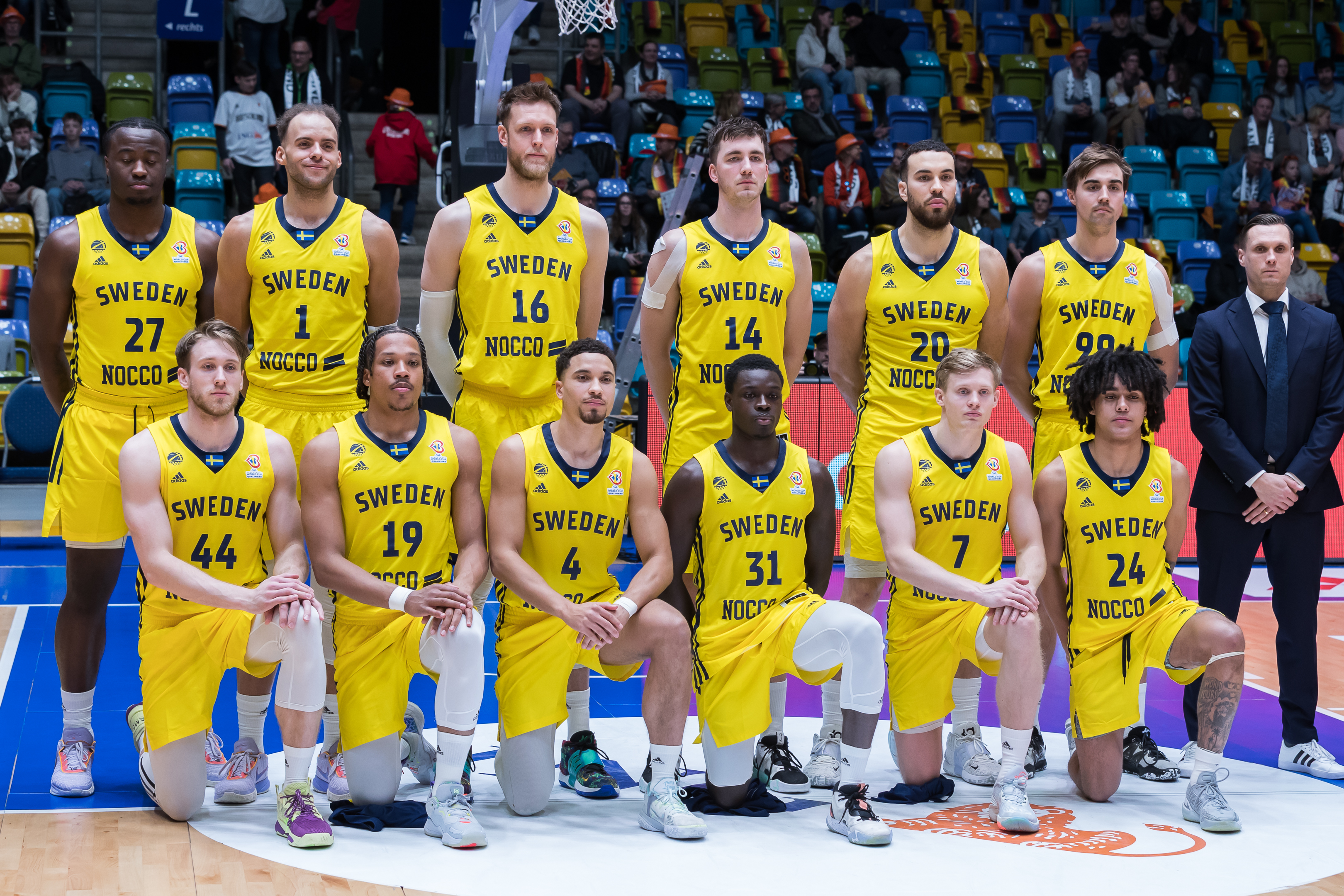
تیم ملی بسکتبال سوئد در سال ۲۰۲۳